# Brachytarsina proxima
Brachytarsina proxima är en tvåvingeart som först beskrevs av Jobling 1951.  Brachytarsina proxima ingår i släktet Brachytarsina och familjen lusflugor. Inga underarter finns listade i Catalogue of Life.